# Gangshan
Gangshan (chinesisch 岡山區 Gāngshān qū, Pe̍h-ōe-jī Kong-san khu) ist ein knapp 48 km² großer Bezirk der Stadt Kaohsiung im Süden von Taiwan mit 97.329 Einwohnern (Dez. 2017).

## Lage und Verkehr
Der Bezirk Gangshan befindet sich im Westen Kaohsiungs und hat acht Nachbarbezirke: die Bezirke Luzhu und Alian im Norden, Tianliao und Yanchao im Osten, Qiaotou und Ziguan im Süden sowie Yong’an und Mituo im Westen. Im Bezirk liegen zwei Berge, der Große Gangshan (chinesisch: 大岡山 Da Gangshan) und der Kleine Gangshan (小岡山 Xiao Gangshan), von ihnen hat der Ort seinen Namen. Durch Gangshan fließt der Fluss Agongdian. Gangshan ist an die Autobahn, das taiwanische Eisenbahnnetz und seit Ende 2012 auch an das U-Bahn-Netz der Stadt Kaohsiung angebunden.

## Geschichte
Der frühere Name Gangshans lautete Agongdian, was „Laden des alten Manns“ bedeutet und auf das Geschäft eines alten Händlers an der Landstraße von Kaohsiung nach Norden zurückgehen soll, wo dieser Proviant an Reisende verkaufte. Der Ort wuchs schon während der Qing-Dynastie dank seiner Nähe zum Kaohsiunger Hafen und seiner Lage an der Landstraße nach Norden. Zur Zeit der japanischen Herrschaft über Taiwan wurde der Ort im Jahr 1920 in Gangshan umbenannt. Gegen Ende der Kolonialzeit und ab Mitte des 20. Jahrhunderts siedelte sich in Gangshan, begünstigt durch die Hafennähe, eine Vielzahl metallverarbeitender Betriebe an, die die Wirtschaft des Bezirks bis heute prägen. Im Zweiten Weltkrieg errichteten die Japaner in Gangshan einen Militärflugplatz. Während des Krieges war Gangshan aufgrund seiner militärischen und wirtschaftlichen Bedeutung das Ziel schwerer alliierter Luftangriffe. Nach dem Krieg wurde der Militärflugplatz von den Luftstreitkräften der Republik China übernommen und der Ort erlebte einen neuen wirtschaftlichen Aufschwung. Im Jahr 2010 wurde Gangshan zusammen mit dem Landkreis Kaohsiung in die Stadt Kaohsiung eingegliedert.

## Bedeutung

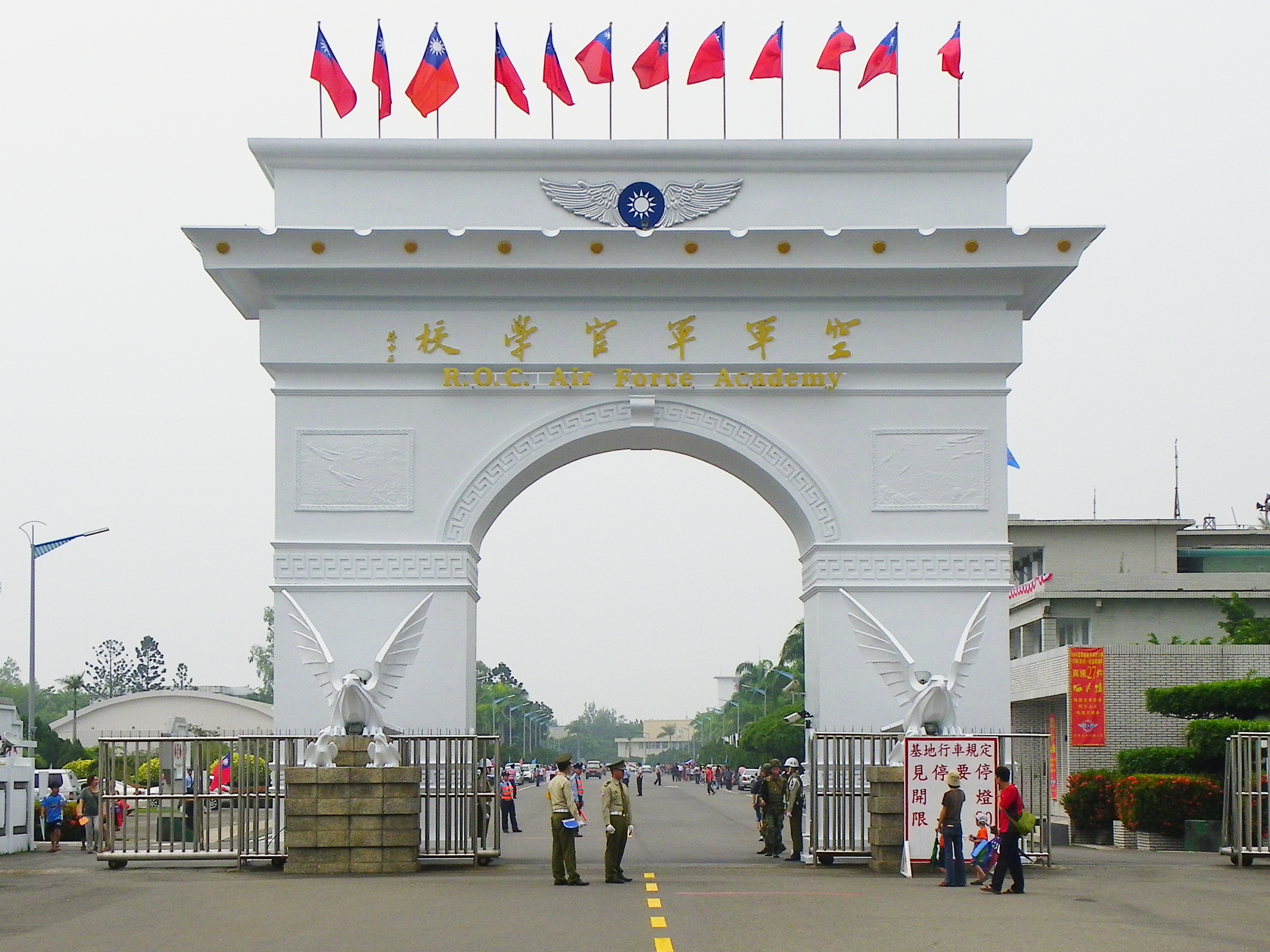
Das Eingangstor zur Akademie der Luftstreitkräfte

Seit der Industrialisierung im 20. Jahrhundert gehört Gangshan zu den bedeutendsten Industriegebieten Taiwans, wobei die Metallindustrie an oberster Stelle steht. Haupterzeugnisse der Region sind Schrauben und andere Produkte im Bereich Verbindungstechnik, die in großem Umfang ins Ausland geliefert werden. Zudem ist Gangshan ein bedeutender Standort der taiwanischen Luftwaffe, die hier einen Militärflugplatz, eine Akademie und ein Museum unterhält.

## Kulinarisches
Gangshan ist berühmt für Lammfleisch, scharfe Sojasoße und Honig. Alljährlich im Oktober oder November findet das „Lammfleisch-Festival“ statt, auf dem verschiedene Lamm-Gerichte präsentiert und in Wettbewerben die besten Restaurants und die kreativsten Gerichte ausgezeichnet werden.

## Persönlichkeiten
- Huang Shih-feng (* 1992), Speerwerfer